# Lista de agraciados na Ordem do Mérito Cultural

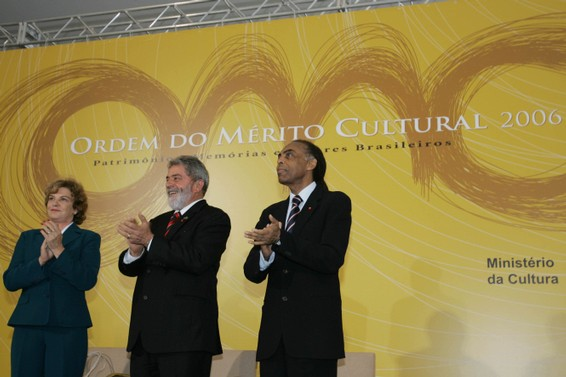
Presidente Luiz Inácio Lula da Silva, dona Marisa e o ministro da Cultura, Gilberto Gil, durante cerimônia de entrega da Ordem do Mérito Cultural em 8 de novembro de 2006. Foto: Ricardo Stuckert/PR.

Esta é a lista de agraciados ou promovidos pela Ordem do Mérito Cultural. Após interrupção entre os anos de 2019 a 2024, a honraria voltou a ser concedida no ano de 2025.

## 2025
A cerimônia foi realizada  em 20 de maio de 2025, no Palácio Capanema, reinaugurado após dez anos fechado. A data marca a comemoração dos 40 anos do Ministério da Cultura.
| Nome                                                                  | Post-mortem | Área | Classe     |
| --------------------------------------------------------------------- | ----------- | ---- | ---------- |
| Alaíde Costa                                                          |             |      | Grã-Cruz   |
| Alceu Valença                                                         |             |      | Grã-Cruz   |
| Aldir Blanc                                                           | Sim         |      | Grã-Cruz   |
| Alcione                                                               |             |      | Grã-Cruz   |
| Tony Tornado                                                          |             |      | Grã-Cruz   |
| Arlindo Cruz                                                          |             |      | Grã-Cruz   |
| Ary Fontoura                                                          |             |      | Grã-Cruz   |
| Dom Filó                                                              |             |      | Grã-Cruz   |
| Danilo Santos de Miranda                                              | Sim         |      | Grã-Cruz   |
| Xororó                                                                |             |      | Grã-Cruz   |
| Beth Carvalho                                                         | Sim         |      | Grã-Cruz   |
| Bagre Fagundes                                                        |             |      | Grã-Cruz   |
| Fernanda Torres                                                       |             |      | Grã-Cruz   |
| Chico César                                                           |             |      | Grã-Cruz   |
| Isaurinha Garcia                                                      | Sim         |      | Grã-Cruz   |
| João Carlos Martins                                                   |             |      | Grã-Cruz   |
| Chitãozinho                                                           |             |      | Grã-Cruz   |
| Laura Cardoso                                                         |             |      | Grã-Cruz   |
| Leci Brandão                                                          |             |      | Grã-Cruz   |
| Léa Garcia                                                            | Sim         |      | Grã-Cruz   |
| Anastácia                                                             |             |      | Grã-Cruz   |
| Marcelo Rubens Paiva                                                  |             |      | Grã-Cruz   |
| Maria Carlota Fernandes Bruno                                         |             |      | Grã-Cruz   |
| Xuxa Meneghel                                                         |             |      | Grã-Cruz   |
| Zezé Motta                                                            |             |      | Grã-Cruz   |
| Lia de Itamaracá                                                      |             |      | Grã-Cruz   |
| Marília Mendonça                                                      | Sim         |      | Grã-Cruz   |
| Martinho da Vila                                                      |             |      | Grã-Cruz   |
| Tia Surica                                                            |             |      | Grã-Cruz   |
| Mateus Aleluia                                                        |             |      | Grã-Cruz   |
| Milton Nascimento                                                     |             |      | Grã-Cruz   |
| Moacyr Luz                                                            |             |      | Grã-Cruz   |
| Ney Matogrosso                                                        |             |      | Grã-Cruz   |
| Glória Menezes                                                        |             |      | Grã-Cruz   |
| Othon Bastos                                                          |             |      | Grã-Cruz   |
| Paulo Gustavo                                                         | Sim         |      | Grã-Cruz   |
| Paulo Leminski                                                        | Sim         |      | Grã-Cruz   |
| Mestre Moa do Katendê                                                 | Sim         |      | Grã-Cruz   |
| Rosângela "Janja" Lula da Silva                                       |             |      | Grã-Cruz   |
| Rosa Magalhães                                                        | Sim         |      | Grã-Cruz   |
| Vladimir Carvalho                                                     | Sim         |      | Grã-Cruz   |
| Walter Salles                                                         |             |      | Grã-Cruz   |
| Antonio Bispo dos Santos (Nêgo Bispo)                                 | Sim         |      | Comendador |
| Tony Bellotto                                                         |             |      | Comendador |
| Rappin' Hood                                                          |             |      | Comendador |
| Armandinho                                                            |             |      | Comendador |
| Bemvindo Sequeira                                                     |             |      | Comendador |
| Bárbara Paz                                                           |             |      | Comendador |
| Camila Pitanga                                                        |             |      | Comendador |
| Clóvis Júnior                                                         |             |      | Comendador |
| Dalton Trevisan                                                       | Sim         |      | Comendador |
| Dalva Damiana de Freitas (Dona Dalva)                                 |             |      | Comendador |
| Damasceno Gregório dos Santos (Mestre Damasceno)                      |             |      | Comendador |
| Daniel Munduruku                                                      |             |      | Comendador |
| Bete Mendes                                                           |             |      | Comendador |
| Espedito Veloso de Carvalho (Mestre Espedito Seleiro)                 |             |      | Comendador |
| Flora Gil                                                             |             |      | Comendador |
| Chico Díaz                                                            |             |      | Comendador |
| Dona Onete                                                            |             |      | Comendador |
| Joaquim Francisco de Assis Brasil                                     |             |      | Comendador |
| Jorge Furtado                                                         |             |      | Comendador |
| Kleber Lucas                                                          |             |      | Comendador |
| Emicida                                                               |             |      | Comendador |
| Lilia Schwarcz                                                        |             |      | Comendador |
| Cristina Pereira                                                      |             |      | Comendador |
| Conceição Evaristo                                                    |             |      | Comendador |
| Marilena Chauí                                                        |             |      | Comendador |
| Orlando Brito                                                         | Sim         |      | Comendador |
| Osmar Prado                                                           |             |      | Comendador |
| Paula Lavigne                                                         |             |      | Comendador |
| Paulo Betti                                                           |             |      | Comendador |
| Preta Gil                                                             |             |      | Comendador |
| Silvio Tendler                                                        |             |      | Comendador |
| Teresa Cristina                                                       |             |      | Comendador |
| Zélia Duncan                                                          |             |      | Comendador |
| Alice Ruiz                                                            |             |      | Cavaleiro  |
| Denilson Baniwa                                                       |             |      | Cavaleiro  |
| Eliane Potiguara                                                      |             |      | Cavaleiro  |
| Elisa Lucinda                                                         |             |      | Cavaleiro  |
| Elomar                                                                |             |      | Cavaleiro  |
| Pai Geová                                                             |             |      | Cavaleiro  |
| Gregório Duvivier                                                     |             |      | Cavaleiro  |
| Harildo Déda                                                          | Sim         |      | Cavaleiro  |
| Heloísa Périssé                                                       |             |      | Cavaleiro  |
| Igor Faria                                                            |             |      | Cavaleiro  |
| Isabel Casimira Gasparino - Rainha Belinha do Congado de Minas Gerais |             |      | Cavaleiro  |
| Jaider Esbell                                                         | Sim         |      | Cavaleiro  |
| Jurema de Souza Machado                                               |             |      | Cavaleiro  |
| Lia Rodrigues                                                         |             |      | Cavaleiro  |
| Liniker                                                               |             |      | Cavaleiro  |
| Lucely Pio                                                            |             |      | Cavaleiro  |
| Lázaro Ramos                                                          |             |      | Cavaleiro  |
| Luiz Fernando de Almeida                                              |             |      | Cavaleiro  |
| Maeve Jinkings                                                        |             |      | Cavaleiro  |
| Maria Rita                                                            |             |      | Cavaleiro  |
| Lauana Prado                                                          |             |      | Cavaleiro  |
| Mônica Martelli                                                       |             |      | Cavaleiro  |
| Nicette Bruno                                                         | Sim         |      | Cavaleiro  |
| Odair José                                                            |             |      | Cavaleiro  |
| Paula Lima                                                            |             |      | Cavaleiro  |
| Paulo César Pereira de Oliveira (Bàbá Paulo Ifatide)                  |             |      | Cavaleiro  |
| Paulo Vieira                                                          |             |      | Cavaleiro  |
| Rafa Rafuagi                                                          |             |      | Cavaleiro  |
| Rita Benneditto                                                       |             |      | Cavaleiro  |
| Roberta Sá                                                            |             |      | Cavaleiro  |
| Rogéria Holtz                                                         |             |      | Cavaleiro  |
| Sérgio Vaz                                                            |             |      | Cavaleiro  |
| Thalma de Freitas                                                     |             |      | Cavaleiro  |
| Valdeck de Garanhuns                                                  |             |      | Cavaleiro  |
| Valdir Calado (Mestre Dico)                                           |             |      | Cavaleiro  |
| Vilma Melo                                                            |             |      | Cavaleiro  |
| Wallace Pato                                                          |             |      | Cavaleiro  |
| Associação dos Produtores Teatrais                                    |             |      |            |
| Balé Folclórico da Bahia                                              |             |      |            |
| Companhia Teatral Vem Viver                                           |             |      |            |
| Feira do Livro de Porto Alegre                                        |             |      |            |
| Festival Amazonas de Ópera                                            |             |      |            |
| Festival de Parintins                                                 |             |      |            |
| Grupo Corpo                                                           |             |      |            |
| Grupo Gira Dança                                                      |             |      |            |
| Museu da Diversidade Sexual                                           |             |      |            |
| Museu da Língua Portuguesa                                            |             |      |            |
| Museu dos Quilombos e Favelas Urbanos - Muquifu                       |             |      |            |
| Ocupa MinC                                                            |             |      |            |
| Organizações Globo                                                    |             |      |            |
| Spetaculu - Escola de Arte e Tecnologia                               |             |      |            |

## 2018
A cerimônia foi realizada em 28 de novembro de 2018, no Palácio do Planalto.
| Nome                                        | Post-mortem | Área | Classe     |
| ------------------------------------------- | ----------- | ---- | ---------- |
| Guilherme Fiuza                             |             |      | Cavaleiro  |
| Martim Vasques da Cunha                     |             |      | Cavaleiro  |
| Roberto Teixeira da Costa                   |             |      | Cavaleiro  |
| Saulo Ferreira                              |             |      | Cavaleiro  |
| Sérgio Mielniczenko                         |             |      | Cavaleiro  |
| Thiago Soares                               |             |      | Cavaleiro  |
| Wanda Sá                                    |             |      | Cavaleiro  |
| Biblioteca Oliveira Lima                    |             |      | (sem grau) |
| Festival Villa Mix                          |             |      | (sem grau) |
| Instituto Histórico e Geográfico Brasileiro |             |      | (sem grau) |
| King‘s Brazil Institute                     |             |      | (sem grau) |
| Museu de Arte de São Paulo                  |             |      | (sem grau) |
| Museu de Arte Moderna do Rio de Janeiro     |             |      | (sem grau) |
| Museu de Arte Moderna de São Paulo          |             |      | (sem grau) |
| Museu da Gente Sergipana                    |             |      | (sem grau) |
| Orquestra Filarmônica de Minas Gerais       |             |      | (sem grau) |
| Trio Roraimeira                             |             |      | (sem grau) |
| Antonio Mazzafera                           |             |      | Comendador |
| Bruno Wainer                                |             |      | Comendador |
| Carlos Saldanha                             |             |      | Comendador |
| Dedé Santana                                |             |      | Comendador |
| Eva Sopher                                  | Sim         |      | Comendador |
| Eva Wilma                                   |             |      | Comendador |
| Jorge Caldeira                              |             |      | Comendador |
| Luiz Oscar Niemeyer                         |             |      | Comendador |
| Marcelo Castello Branco                     |             |      | Comendador |
| Marcio Fraccaroli                           |             |      | Comendador |
| Monah Delacy                                |             |      | Comendador |
| Vó Mera                                     |             |      | Comendador |
| Abelardo Barbosa (Chacrinha)                | Sim         |      | Grã-Cruz   |
| Carlos Vereza                               |             |      | Grã-Cruz   |
| José Bonifácio                              | Sim         |      | Grã-Cruz   |
| Kati Almeida Braga                          |             |      | Grã-Cruz   |
| Milton Gonçalves                            |             |      | Grã-Cruz   |
| Sérgio Mendes                               |             |      | Grã-Cruz   |

## 2017
A cerimônia foi realizada em 19 de dezembro de 2017, no Palácio do Planalto. Os homenageados que foram condecorados com a Grã-Cruz foram Boni, Renato Aragão e Domingo Alzugaray, que recebeu postumamente.
| Nome                                   | Post-mortem | Área | Classe     |
| -------------------------------------- | ----------- | ---- | ---------- |
| Renato Aragão                          |             |      | Grã-Cruz   |
| Domingo Alzugaray                      | Sim         |      | Grã-Cruz   |
| Augusto Marzagão                       | Sim         |      | Grã-Cruz   |
| Boni                                   |             |      | Grã-Cruz   |
| Eduardo Portella                       | Sim         |      | Grã-Cruz   |
| Ivo Barroso                            |             |      | Grã-Cruz   |
| Luiz Calainho                          |             |      | Comendador |
| Mãe Neide Oyá D´Oxum                   |             |      | Comendador |
| Luis Severiano Ribeiro                 |             |      | Comendador |
| Marcelo Bertini                        |             |      | Comendador |
| Eduardo Saron Nunes                    |             |      | Comendador |
| Ricardo Amaral                         |             |      | Comendador |
| Roberto Minczuk                        |             |      | Comendador |
| Fernando Alterio                       |             |      | Comendador |
| Marcelo Bratke                         |             |      | Comendador |
| Ana Maria Nobrega Miranda              |             |      | Comendador |
| Pierre André Mantovani                 |             |      | Comendador |
| Marcelo Dantas                         |             |      | Cavaleiro  |
| Carlos Tufvesson                       |             |      | Cavaleiro  |
| Jair de Souza                          |             |      | Cavaleiro  |
| Genival Lacerda                        |             |      | Cavaleiro  |
| Maria Ignez Montovani                  |             |      | Cavaleiro  |
| D.Onete                                |             |      | Cavaleiro  |
| Carla Camuratti                        |             |      | Cavaleiro  |
| Cláudia Costin                         |             |      | Cavaleiro  |
| Paulo Cruz                             |             |      | Cavaleiro  |
| Luciane Gorgulho                       |             |      | Cavaleiro  |
| Afonso Oliveira                        |             |      | Cavaleiro  |
| Beto Kelner                            |             |      | Cavaleiro  |
| Roberto Santucci                       |             |      | Cavaleiro  |
| Galo da Madrugada                      |             |      | (sem grau) |
| Moeller & Botelho Produções Artísticas |             |      | (sem grau) |

## 2016
A cerimônia foi realizada em 7 de novembro de 2016, no Palácio do Planalto. A homenageada foi a cantora e compositora Dona Ivone Lara, condecorada com a Grã-Cruz. Os criadores das Cerimônias de Abertura e Encerramento das Olimpíadas e Paralimpíadas do Rio 2016 também foram condecorados.
Três agraciados recusaram a honraria, Marcelo Rubens Paiva, Daniela Thomas e Arthur Omar, considerando o governo a entregar o prêmio "ilegítimo".
| Nome                               | Post-mortem | Área       | Classe     |
| ---------------------------------- | ----------- | ---------- | ---------- |
| Dona Ivone Lara                    |             |            | Grã-Cruz   |
| Clementina de Jesus                | Sim         |            | Grã-Cruz   |
| Donga                              | Sim         |            | Grã-Cruz   |
| Ferreira Gullar                    |             | Literatura | Grã-Cruz   |
| Papete                             | Sim         |            | Grã-Cruz   |
| Ismael Silva                       | Sim         |            | Grã-Cruz   |
| Noel Rosa                          | Sim         |            | Grã-Cruz   |
| Abel Gomes                         |             |            | Comendador |
| Alcymar Monteiro                   |             |            | Comendador |
| Ana Mae Barbosa                    |             |            | Comendador |
| Andrucha Waddington                |             |            | Comendador |
| Beatriz Milhazes                   |             |            | Comendador |
| Carlinhos de Jesus                 |             |            | Comendador |
| Carlos Alberto Serpa de Oliveira   |             |            | Comendador |
| Carlos Vereza                      |             |            | Comendador |
| Fernando Meirelles                 |             |            | Comendador |
| Fred Gelli                         |             |            | Comendador |
| Isaurinha Garcia                   | Sim         |            | Comendador |
| Jorge Aragão                       |             |            | Comendador |
| Jovelina Pérola Negra              | Sim         |            | Comendador |
| Marcus Faustini                    |             |            | Comendador |
| Mauro Mendonça                     |             |            | Comendador |
| Neguinho da Beija Flor             |             |            | Comendador |
| Nelson Sargento                    |             |            | Comendador |
| Rosa Magalhães                     |             |            | Comendador |
| Silas de Oliveira                  | Sim         |            | Comendador |
| Vik Muniz                          |             |            | Comendador |
| Rildo Hora                         |             |            | Cavaleiro  |
| Rosa Maria Araújo                  |             |            | Cavaleiro  |
| Ricardo Cravo Albin                |             |            | Cavaleiro  |
| Focus Cia. De Dança                |             |            | (sem grau) |
| Fundação Darcy Ribeiro             |             |            | (sem grau) |
| Grupo Teatro da Laje               |             |            | (sem grau) |
| Instituto Ricardo Brennand         |             |            | (sem grau) |
| Maracatu Feminino Coração Nazareno |             |            | (sem grau) |
| Museu do Samba                     |             |            | (sem grau) |

## 2015
A cerimônia foi realizada em 9 de novembro de 2015, no Palácio do Planalto. O homenageado foi o poeta Augusto de Campos, condecorado com a Grã-Cruz.
| Nome                           | Post-mortem | Área       | Classe                |
| ------------------------------ | ----------- | ---------- | --------------------- |
| Augusto de Campos              |             | Literatura | Grã-Cruz              |
| Daniela Mercury                |             |            | Grã-Cruz              |
| Mestre João Grande             |             |            | Grã-Cruz              |
| Paulo Herkenhoff               |             |            | Grã-Cruz              |
| Vera Tostes                    |             |            | Grã-Cruz              |
| Ailton Krenak                  |             |            | Grã-Cruz (promoção)   |
| As Ceguinhas de Campina Grande |             |            | Grã-Cruz (promoção)   |
| Niède Guidon                   |             |            | Grã-Cruz (promoção)   |
| Adylson Godoy                  |             |            | Comendador            |
| Aldyr Schlee                   |             | Literatura | Comendador            |
| Antônio Araújo                 |             |            | Comendador            |
| Arnaldo Antunes                |             |            | Comendador            |
| Cesare La Rocca                |             |            | Comendador            |
| José Mourão                    |             |            | Comendador            |
| Marcelo Yuka                   |             |            | Comendador            |
| Rolando Boldrin                |             |            | Comendador            |
| Ruy Cezar                      | Sim         |            | Comendador            |
| Walter Carvalho                |             |            | Comendador            |
| Davi Kopenawa Yanomami         |             |            | Comendador (promoção) |
| Eva Schul                      |             |            | Cavaleiro             |
| Humberto Teixeira              | Sim         |            | Cavaleiro             |
| Italo Campofiorito             |             |            | Cavaleiro             |
| Luís Humberto                  |             |            | Cavaleiro             |
| Mãe Beth de Oxum               |             |            | Cavaleiro             |
| Sônia Guajajara                |             |            | Cavaleiro             |
| Uruhu Mehinako                 |             |            | Cavaleiro             |
| Vanisa Santiago                |             |            | Cavaleiro             |
| Casa de Cinema de Porto Alegre |             |            | (sem grau)            |
| Tribo de Atuadores             |             |            | (sem grau)            |
| Centro de Memória do Circo     |             |            | (sem grau)            |
| Comissão Guarani Yvyrupa       |             |            | (sem grau)            |
| Sociedade Musical Curica       |             |            | (sem grau)            |

## 2014
Realizada em 6 de novembro de 2014, no Palácio do Planalto. As homenageadas foram a arquiteta Lina Bo Bardi e a pintora Djanira da Motta e Silva; ambas completariam seus centenários se estivessem vivas.
| Nome                                  | Post-mortem | Área | Classe     |
| ------------------------------------- | ----------- | ---- | ---------- |
| Jenner Augusto                        | Sim         |      | Grã-Cruz   |
| Júlio Medaglia                        |             |      | Grã-Cruz   |
| Orlando Senna                         |             |      | Grã-Cruz   |
| Bernardo Paz                          |             |      | Comendador |
| Henricredo Coelho (Palhaço Gafanhoto) |             |      | Comendador |
| Ogã Bangbala                          |             |      | Comendador |
| Marisa Monte                          |             |      | Comendador |
| Patrícia Pillar                       |             |      | Comendador |
| Paulo Martins                         | Sim         |      | Comendador |
| Alex Atala                            |             |      | Cavaleiro  |
| Alexandre Herchcovitch                |             |      | Cavaleiro  |
| Celso Frateschi                       |             |      | Cavaleiro  |
| Eliane Potiguara                      |             |      | Cavaleiro  |
| Chico de Assis                        |             |      | Cavaleiro  |
| Hermano Vianna                        |             |      | Cavaleiro  |
| José Carlos Meirelles                 |             |      | Cavaleiro  |
| Vange Leonel                          | Sim         |      | Cavaleiro  |
| Matheus Nachtergaele                  |             |      | Cavaleiro  |
| Oskar Metsavaht                       |             |      | Cavaleiro  |
| Mano Brown                            |             |      | Cavaleiro  |
| Tião Oleiro                           |             |      | Cavaleiro  |
| Bruno e Marrone                       |             |      | Cavaleiro  |

## 2013
A solenidade, realizada em 5 de novembro de 2013, no Auditório Ibirapuera, homenageou o arquiteto Oscar Niemeyer e a artista plástica Tomie Ohtake.
| Nome                                                      | Post-mortem | Área       | Classe     |
| --------------------------------------------------------- | ----------- | ---------- | ---------- |
| Eleazar de Carvalho                                       | Sim         |            | Grã-Cruz   |
| Henfil                                                    | Sim         |            | Grã-Cruz   |
| Naná Vasconcelos                                          |             |            | Grã-Cruz   |
| Roberto Pires                                             | Sim         |            | Grã-Cruz   |
| Rubem Braga                                               | Sim         | Literatura | Grã-Cruz   |
| Antônio Fagundes                                          |             |            | Grã-Cruz   |
| Sérgio Mamberti                                           |             |            | Grã-Cruz   |
| Walter Pinto                                              | Sim         |            | Grã-Cruz   |
| Antonio Abujamra                                          |             |            | Comendador |
| Lucy Barreto                                              |             |            | Comendador |
| Marlos Nobre                                              |             |            | Comendador |
| Laerte Coutinho                                           |             |            | Comendador |
| Nilcemar Nogueira                                         |             |            | Comendador |
| Ronaldo Correia de Brito                                  |             |            | Comendador |
| Hélio Cabral                                              |             |            | Cavaleiro  |
| Bárbara Paz                                               |             |            | Cavaleiro  |
| Erasmo Carlos                                             |             |            | Cavaleiro  |
| Ivan Lins                                                 |             |            | Cavaleiro  |
| Maria Adelaide Amaral                                     |             | Literatura | Cavaleiro  |
| Maria Cândido                                             |             |            | Cavaleiro  |
| Mira Haar                                                 |             |            | Cavaleiro  |
| Paulo Borges                                              |             |            | Cavaleiro  |
| Rosa Maria dos Santos Alves (Rosinha)                     |             |            | Cavaleiro  |
| Walda Marques                                             |             |            | Cavaleiro  |
| Associação de Sambadores e Sambadeiras do Estado da Bahia |             |            | (sem grau) |
| Sociedade Junina Bumba Meu Boi da Liberdade               |             |            | (sem grau) |
| Ilê ayê                                                   |             |            | (sem grau) |
| Grupo de Dança 1º Ato                                     |             |            | (sem grau) |
| Grupo Gay da Bahia                                        |             |            | (sem grau) |
| Maracambuco                                               |             |            | (sem grau) |
| Cacá Diegues                                              |             |            | Grã-Cruz   |
| Daniel Munduruku                                          |             | Literatura | Grã-Cruz   |
| Dona Zica                                                 | Sim         |            | Grã-Cruz   |
| Antunes Filho                                             |             |            | Grã-Cruz   |
| Maurice Capovilla                                         |             |            | Grã-Cruz   |
| Paulo Archias Mendes da Rocha                             |             |            | Grã-Cruz   |
| Tomie Ohtake                                              |             |            | Grã-Cruz   |

## 2012
O homenageado da cerimônia foi Luiz Gonzaga, cujo centenário era celebrado. Foi a primeira edição na gestão de Marta Suplicy no Ministério da Cultura. A entrega das medalhas aconteceu no dia 5 de outubro de 2012, no Palácio do Planalto.
| Nome                                                                    | Post-mortem | Área       | Classe     |
| ----------------------------------------------------------------------- | ----------- | ---------- | ---------- |
| José Sarney                                                             |             |            | Grã-Cruz   |
| Jorge Amado                                                             | Sim         | Literatura | Grã-Cruz   |
| Abelardo da Hora                                                        |             |            | Grã-Cruz   |
| Amácio Mazzaropi                                                        | Sim         |            | Grã-Cruz   |
| Dener Pamplona de Abreu                                                 | Sim         |            | Grã-Cruz   |
| Hebe Camargo                                                            | Sim         |            | Grã-Cruz   |
| Herivelto Martins                                                       | Sim         |            | Grã-Cruz   |
| Ifigênia Rosa de Oliveira                                               | Sim         |            | Grã-Cruz   |
| Mário Schenberg                                                         | Sim         |            | Grã-Cruz   |
| Orlando Orfei                                                           |             |            | Grã-Cruz   |
| Paulo Goulart                                                           |             |            | Grã-Cruz   |
| Plínio Marcos                                                           | Sim         | Literatura | Grã-Cruz   |
| Autran Dourado                                                          | Sim         | Literatura | Grã-Cruz   |
| Aguinaldo Silva                                                         |             | Literatura | Comendador |
| Alceu Valença                                                           |             |            | Comendador |
| Almir Narayamoga Suruí                                                  |             |            | Comendador |
| Carlos Alberto Cerqueira Lemos                                          |             |            | Comendador |
| Elba Ramalho                                                            |             |            | Comendador |
| Fafá de Belém                                                           |             |            | Comendador |
| Ismail Xavier                                                           |             |            | Comendador |
| Marieta Severo                                                          |             |            | Comendador |
| Milton Guran                                                            |             |            | Comendador |
| Raquel Trindade                                                         |             |            | Comendador |
| Rose Marie Muraro                                                       |             |            | Comendador |
| Senor Abravanel (Silvio Santos)                                         |             |            | Comendador |
| Anna Muylaert                                                           |             |            | Cavaleiro  |
| Breno Silveira                                                          |             |            | Cavaleiro  |
| Cleodes Maria Piazza Julio Ribeiro                                      |             |            | Cavaleiro  |
| Felipe Schaedler                                                        |             |            | Cavaleiro  |
| Humberto Piva Campana e Fernando Piva Campana (Irmãos Campana)          |             |            | Cavaleiro  |
| Isay Weinfeld                                                           |             |            | Cavaleiro  |
| Martha Medeiros                                                         |             | Literatura | Cavaleiro  |
| Miguel Chikaoka                                                         |             |            | Cavaleiro  |
| Regina Casé                                                             |             |            | Cavaleiro  |
| Associação Carnavalesca Bloco Afro Olodum                               |             |            | (sem grau) |
| Museu de Valores do Banco Central (Banco Central do Brasil)             |             |            | (sem grau) |
| Escola de Dança e Integração Social Para Criança e Adolescente (EDISCA) |             |            | (sem grau) |
| Fundação Municipal de Artes de Montenegro (FUNDARTE)                    |             |            | (sem grau) |
| Museu Histórico Nacional (Instituto Brasileiro de Museus)               |             |            | (sem grau) |
| Movimento Gay de Minas                                                  |             |            | (sem grau) |
| Orquestra Popular da Bomba do Hemetério                                 |             |            | (sem grau) |

## 2011
A escritora e jornalista Pagu foi a homenageada na entrega das comendas da OMC de 2011. A cerimônia aconteceu no Teatro Santa Isabel, no Recife, em 9 de novembro de 2011. A presidenta Dilma Rousseff, que não pôde comparecer, foi representada pela ministra Ana de Hollanda.
| Nome                                          | Post-mortem | Área             | Classe |
| --------------------------------------------- | ----------- | ---------------- | ------ |
| Paulo Gracindo                                | Sim         | Teatro           |        |
| Valdemar de Oliveira                          | Sim         | Teatro           |        |
| Hector Babenco                                |             | Cinema           |        |
| Helena Kolody                                 | Sim         | Poesia           |        |
| Herbert de Sousa                              | Sim         | Sociologia       |        |
| Ítala Nandi                                   |             | Teatro           |        |
| Jair Rodrigues                                |             | Música           |        |
| João do Vale                                  | Sim         | Música           |        |
| João das Neves                                |             | Teatro           |        |
| José Renato Pécora                            | Sim         | Teatro           |        |
| Leila Diniz                                   | Sim         | Cinema           |        |
| Lélia Abramo                                  | Sim         | Teatro           |        |
| Capiba                                        | Sim         | Música           |        |
| Nelson Cavaquinho                             | Sim         | Música           |        |
| Paulo Freire                                  | Sim         | Educação         |        |
| Quinteto Violado                              |             | Música           |        |
| Teatro Tablado                                |             | Teatro           |        |
| Tereza Costa Rêgo                             |             | Pintura          |        |
| Vik Muniz                                     |             | Artes plásticas  |        |
| Campos de Carvalho                            | Sim         | Teatro           |        |
| Associação dos Artesãos de Santana do Araçuaí |             | Artesanato       |        |
| Academia Brasileira de Letras                 |             | Literatura       |        |
| Adriana Varejão                               |             | Cenografia       |        |
| Afonso Borges                                 |             | Literatura       |        |
| Ana Montenegro                                | Sim         |                  | Poesia |
| Antônio Nóbrega                               |             | Música           |        |
| Antônio Pitanga                               |             | Teatro           |        |
| Apolônio Melônio                              |             | Folclore         |        |
| Associação Capão Cidadão                      |             | Movimento social |        |
| Casa de Produtos Indígenas Wariró             |             | Arte indígena    |        |
| Central Única das Favelas                     |             | Movimento social |        |
| Clarice Lispector                             | Sim         | Literatura       |        |
| Claudett de Jesus Ribeiro                     |             | Antropologia     |        |
| Dançando para não dançar                      |             | Dança            |        |
| Dzi Croquettes                                |             | Teatro           |        |
| Beth Carvalho                                 |             | Música           |        |
| Espedito Seleiro                              |             | Artesanato       |        |
| Evando dos Santos                             |             | Biblioteconomia  |        |
| Festival de Dança de Joinville                |             | Dança            |        |
| Festival Santista de Teatro                   |             | Teatro           |        |
| Glênio Bianchetti                             |             | Artes plásticas  |        |
| Samba de Cumbuca                              |             | Música           |        |
| Grupo Galpão                                  |             | Teatro           |        |
| Gustavo Dahl                                  | Sim         | Cinema           |        |
| Luiz Melodia                                  |             | Música           |        |
| Lygia Bojunga Nunes                           |             | Literatura       |        |
| Maracatu Estrela de Tracunhaém                |             | Música           |        |
| Mário Lago                                    | Sim         | Música           |        |
| Memorial Jesuíta Unisinos                     |             | Museologia       |        |
| Zuzu Angel                                    | Sim         | Moda             |        |

## 2010
As comendas foram entregues em solenidade no Theatro Municipal do Rio de Janeiro, na qual foi realizada uma homenagem ao antropólogo Darci Ribeiro.
| Nome                                                                           | Post-mortem | Área              | Classe |
| ------------------------------------------------------------------------------ | ----------- | ----------------- | ------ |
| Armando Nogueira                                                               | Sim         | Jornalismo        |        |
| Carlos Drummond de Andrade                                                     | Sim         | Poesia            |        |
| Cazuza                                                                         | Sim         | Música            |        |
| João Cabral de Melo Neto                                                       | Sim         | Poesia            |        |
| Joaquim Nabuco                                                                 | Sim         | Oratória          |        |
| Moacir Werneck de Castro                                                       | Sim         | História          |        |
| Nelson Rodrigues                                                               | Sim         | Teatro            |        |
| Vinicius de Moraes                                                             | Sim         | Poesia            |        |
| Andrea Tonacci                                                                 |             | Cinema            |        |
| Anna Bella Geiger                                                              |             | Artes plásticas   |        |
| Mestre Alberto da Paz (Ás de Ouro)                                             |             | Música            |        |
| Azelene Kaingang                                                               |             | Sociologia        |        |
| Cândido Antônio Mendes de Almeida                                              |             | Direito           |        |
| Carlota Albuquerque                                                            |             | Dança             |        |
| Cesaria Evora                                                                  |             | Música            |        |
| Época de Ouro                                                                  |             | Música            |        |
| Lavadeiras de Almenara                                                         |             | Música            |        |
| Demônios da Garoa                                                              |             | Música            |        |
| Denise Stoklos                                                                 |             | Dança             |        |
| Pedro Casaldáliga                                                              |             | Religião          |        |
| João Carlos de Souza Gomes                                                     |             | Diplomacia        |        |
| Escuela Internacional de Cine y Television de San Antonio de los Baños (EICTV) |             | Cinema            |        |
| Gal Costa                                                                      |             | Música            |        |
| Glória Pires                                                                   |             | Televisão         |        |
| Companhia de Danças Folclóricas Aruanda                                        |             | Dança             |        |
| Hermeto Pascoal                                                                |             | Música            |        |
| Ilo Krugli                                                                     |             | Teatro            |        |
| Ismael Ivo                                                                     |             | Dança             |        |
| Ítalo Rossi                                                                    |             | Teatro            |        |
| Jaguar                                                                         |             | Caricatura        |        |
| Joênia Wapixana                                                                |             | Movimento popular |        |
| Leon Cakoff                                                                    |             | Cinema            |        |
| Leonardo Boff                                                                  |             | Literatura        |        |
| Maracatu Estrela Brilhante de Igarassú                                         |             | Música            |        |
| Mário Gruber Correia                                                           |             | Museologia        |        |
| Maureen Bisilliat                                                              |             | Fotografia        |        |
| Maurício Segall                                                                |             | Museologia        |        |
| Rogério Duarte                                                                 |             | Ilustração        |        |
| Lira Ceciliana                                                                 |             | Música            |        |
| Tinoco                                                                         |             | Música            |        |

## 2009
A solenidade de condecoração foi realizada no dia 25 de novembro, no Teatro Oi Casa Grande, no Rio de Janeiro. O homenageado na 15ª edição foi o compositor Heitor Villa-Lobos.
| Nome                                    | Post-mortem | Área                   | Classe |
| --------------------------------------- | ----------- | ---------------------- | ------ |
| Patativa do Assaré                      | Sim         | Música                 |        |
| Bispo do Rosário                        | Sim         | Artes plásticas        |        |
| Ataulfo Alves                           | Sim         | Música                 |        |
| Heleny Guariba                          | Sim         | Teatro                 |        |
| Carmen Miranda                          | Sim         | Música                 |        |
| Raul Seixas                             | Sim         | Música                 |        |
| Roberto Burle Marx                      | Sim         | Paisagismo             |        |
| Mestre Vitalino                         | Sim         | Artesanato             |        |
| Aderbal Freire Filho                    |             | Teatro                 |        |
| Mia Couto                               |             | Literatura             |        |
| Ângela Maria                            |             | Música                 |        |
| Alexander Wollner                       |             | Design                 |        |
| Beatriz Sarlo                           |             | Crítica literária      |        |
| Boaventura de Souza Santos              |             | História               |        |
| Deborah Colker                          |             | Dança                  |        |
| Davi Kopenawa Yanomami                  |             | Movimento social       |        |
| Elifas Andreato                         |             | Ilustração             |        |
| Chico Anysio                            |             | Humorismo              |        |
| Fernanda Abreu                          |             | Música                 |        |
| Fernando Amaral dos Guimarães Peixoto   |             | Teatro                 |        |
| Gerson King Combo                       |             | Música                 |        |
| Gilvan Samico                           |             | Artes plásticas        |        |
| Ivaldo Bertazzo                         |             | Dança                  |        |
| Carlos Manga                            |             | Cinema                 |        |
| José Eduardo Agualusa                   |             | Literatura             |        |
| Zeca Pagodinho                          |             | Música                 |        |
| José Miguel Wisnik                      |             | Música                 |        |
| Laerte Coutinho                         |             | História em quadrinhos |        |
| Luiz Olimecha                           |             | Circo                  |        |
| Lydia Hortélio                          |             |                        |        |
| Manoel de Oliveira                      |             | Cinema                 |        |
| Maria Lúcia Godoy                       |             |                        |        |
| Miguel Rio Branco                       |             |                        |        |
| Nathalia Timberg                        |             | Teatro                 |        |
| Ney Matogrosso                          |             | Música                 |        |
| Noca da Portela                         |             | Música                 |        |
| Paulo Vanzolini                         |             | Música                 |        |
| Paulo Bruscky                           |             | Artes plásticas        |        |
| Sergio Rodrigues                        |             | Arquitetura            |        |
| Walmor Chagas                           |             | Teatro                 |        |
| Afoxé Filhos de Gandhy                  |             | Música                 |        |
| Balé Popular de Recife                  |             | Dança                  |        |
| Fundação Iberê Camargo                  |             | Artes plásticas        |        |
| Instituto Olga Kos de Inclusão Cultural |             |                        |        |
| Mamulengo Só-Riso                       |             | Teatro                 |        |
| Maracatu Estrela de Ouro de Aliança     |             | Música                 |        |
| Osgemeos                                |             | Artes plásticas        |        |
| Teatro Vila Velha                       |             | Teatro                 |        |
| Vídeo nas Aldeias                       |             | Vídeo                  |        |

## 2008
A solenidade da 14ª edição, que homenageou o escritor Machado de Assis, foi realizada no Theatro Municipal do Rio de Janeiro, em 7 de outubro de 2008. O ministro Juca Ferreira, o secretário-geral das Relações Exteriores, Samuel Pinheiro Guimarães, a atriz Camila Pitanga e o ator Sérgio Mamberti, secretário da Identidade e da Diversidade Cultural do Ministério da Cultura, entregaram os prêmios.
| Nome                                                                         | Post-mortem | Área            | Classe    |
| ---------------------------------------------------------------------------- | ----------- | --------------- | --------- |
| Altemar Dutra                                                                | Sim         | Música          |           |
| Athos Bulcão                                                                 | Sim         |                 |           |
| Dulcina de Moraes                                                            | Sim         |                 |           |
| Guimarães Rosa                                                               | Sim         | Literatura      |           |
| Hans-Joachim Koellreutter                                                    | Sim         |                 |           |
| Marcantonio Vilaça                                                           | Sim         |                 |           |
| Otávio Afonso                                                                | Sim         |                 |           |
| Paulo Emílio Sales Gomes                                                     | Sim         | Literatura      |           |
| Pixinguinha                                                                  | Sim         |                 |           |
| Ailton Krenak                                                                |             |                 |           |
| Anselmo Duarte                                                               |             |                 |           |
| Benedito Ruy Barbosa                                                         |             |                 |           |
| Bule-Bule                                                                    |             |                 |           |
| Carlos Lyra                                                                  |             |                 |           |
| Claudia Andujar                                                              |             |                 |           |
| Edu Lobo                                                                     |             |                 |           |
| Efigênia Ramos Rolim                                                         |             |                 |           |
| Eva Todor                                                                    |             |                 |           |
| Goiandira do Couto                                                           |             |                 |           |
| João Candido Portinari                                                       |             |                 |           |
| Johnny Alf                                                                   |             |                 |           |
| Leonardo Villar                                                              |             |                 |           |
| Maria Bonomi                                                                 |             |                 |           |
| Marlene                                                                      |             |                 |           |
| Mercedes Sosa                                                                |             | Música- Cantora | Cavaleiro |
| Milton Hatoum                                                                |             | Literatura      |           |
| Nelson Triunfo                                                               |             |                 |           |
| Orlando Miranda                                                              |             |                 |           |
| Paulo Moura                                                                  |             |                 |           |
| Roberto Corrêa                                                               |             |                 |           |
| Ruy Guerra                                                                   |             | Literatura      |           |
| Sérgio Ricardo                                                               |             |                 |           |
| Tatiana Belinky                                                              |             |                 |           |
| Teresa Aguiar                                                                |             |                 |           |
| Vicente Juarimbu Salles                                                      |             |                 |           |
| Zabé da Loca                                                                 |             |                 |           |
| Associação Ashaninka do Rio Amônia (Apiwtxa)                                 |             |                 |           |
| Associação Brasileira de Gays, Lésbicas, Bissexuais, Travestis e Transexuais |             |                 |           |
| Associação Brasileira de Imprensa                                            |             |                 |           |
| Associação Comunidade Yuba                                                   |             |                 |           |
| Centro Cultural Piollin                                                      |             |                 |           |
| Coletivo Nacional de Cultura do Movimento dos Trabalhadores Rurais Sem Terra |             |                 |           |
| Giramundo Teatro de Bonecos                                                  |             |                 |           |
| Instituto Baccarelli                                                         |             |                 |           |
| Mestres da Guitarrada                                                        |             |                 |           |
| Música no Museu                                                              |             |                 |           |
| Quasar Cia de Dança                                                          |             |                 |           |

## 2007
Realizada em 7 de novembro de 2007, no Palácio das Artes.
| Nome                             | Post-mortem | Área       | Classe |
| -------------------------------- | ----------- | ---------- | ------ |
| Cartola                          | Sim         |            |        |
| Dodô e Osmar                     | Sim         |            |        |
| Glauber Rocha                    | Sim         |            |        |
| Grande Otelo                     | Sim         |            |        |
| Hermilo Borba Filho              | Sim         |            |        |
| Lina Bo Bardi                    | Sim         |            |        |
| José Aparecido de Oliveira       | Sim         |            |        |
| Luiz Gonzaga                     | Sim         |            |        |
| Orides Fontela                   | Sim         |            |        |
| Solano Trindade                  | Sim         |            |        |
| Antônio Carlos Jobim             | Sim         |            |        |
| Walter Smetak                    | Sim         |            |        |
| Abdias Nascimento                |             | Literatura |        |
| Álvaro Siza Vieira               |             |            |        |
| Bárbara Heliodora                |             | Literatura |        |
| Cacique Raoni                    |             |            |        |
| Celine Imbert                    |             |            |        |
| Cildo Meireles                   |             |            |        |
| Claude Lévi-Strauss              |             |            |        |
| Jean-Claude Bernardet            |             | Literatura |        |
| Jorge Benjor                     |             |            |        |
| Judith Malina                    |             |            |        |
| Kanuá Kamayurá                   |             |            |        |
| Lia Robatto                      |             |            |        |
| Luís Otávio Souza Santos         |             |            |        |
| Luiz Mott                        |             |            |        |
| Moniz Bandeira                   |             | Literatura |        |
| Marcello Grassmann               |             |            |        |
| Oscar Niemeyer                   |             |            |        |
| Ronaldo Fraga                    |             |            |        |
| Selma do Coco                    |             |            |        |
| Sérgio Britto                    |             |            |        |
| Tônia Carrero                    |             |            |        |
| Tostão                           |             |            |        |
| Vânia Toledo                     |             |            |        |
| Associação Cultural Cachuera!    |             |            |        |
| Banda Cabaçal dos Irmãos Aniceto |             |            |        |
| Clube do Choro de Brasília       |             |            |        |
| Escola de Circo Picolino         |             |            |        |
| Grupo Nós do Morro               |             |            |        |
| Museu Paraense Emílio Goeldi     |             |            |        |
| Castelo Rá-Tim-Bum               |             |            |        |

## 2006
Em 8 de novembro de 2006, o Presidente da República, Luiz Inácio Lula da Silva, e o Ministro da Cultura, Gilberto Gil, entregaram as insígnias no Salão Nobre do Palácio do Planalto, em Brasília. A primeira-dama, Marisa Letícia, também participou da solenidade que teve como tema Patrimônios, Memórias e Valores Brasileiros.
| Nome                                                                    | Post-mortem | Área                                  | Classe     |
| ----------------------------------------------------------------------- | ----------- | ------------------------------------- | ---------- |
| Amir Haddad                                                             |             | Teatro                                | Comendador |
| Banda de Pífanos de Caruaru                                             |             | Música                                | Cavaleiro  |
| Berthold Zilly (Alemanha)                                               |             | Personalidade estrangeira             |            |
| Casa de Cultura Tainã                                                   |             | Instituição                           | Cavaleiro  |
| Centro de Estudos e Ações Solidárias, Projeto Centro de Memória da Maré |             | Instituição                           | Cavaleiro  |
| Conselho Internacional de Museus                                        |             | Museu                                 | Cavaleiro  |
| Cora Coralina                                                           | Sim         | Literatura                            | Grã-Cruz   |
| Curt-Meyer Clason (Alemanha)                                            |             | Personalidade estrangeira             |            |
| Daniel Munduruku                                                        |             | Literatura                            | Comendador |
| Dino Garcia Carrera                                                     | Sim         | Dança                                 | Grã-Cruz   |
| Dona Teté Cacuriá                                                       |             | Cultura Popular                       | Comendador |
| Emmanuel Nassar                                                         |             | Artes Plásticas                       | Comendador |
| Escola de Museologia da UniRio                                          |             | Museu                                 | Cavaleiro  |
| Feira do Livro de Porto Alegre                                          |             | Literatura                            | Cavaleiro  |
| Fernando Birri                                                          |             | Cinema Internacional                  | Comendador |
| Grupo Corpo                                                             |             | Dança                                 | Cavaleiro  |
| Henry Thorau (Alemanha)                                                 |             | Personalidade estrangeira             |            |
| Intrépida Trupe                                                         |             | Circo                                 | Cavaleiro  |
| Johannes Odenthal (Alemanha)                                            |             | Personalidade estrangeira             |            |
| José Mindlin                                                            |             | Literatura                            | Grã-Cruz   |
| Josué de Castro                                                         | Sim         | Geógrafo                              | Grã-Cruz   |
| Júlio Bressane                                                          |             | Cinema                                | Comendador |
| Laura Cardoso                                                           |             | Teatro                                | Comendador |
| Lauro César Muniz                                                       |             | TV                                    | Comendador |
| Lygia Martins Costa                                                     |             | Museu                                 | Comendador |
| Luiz Phelipe de Carvalho Castro Andrès                                  |             | Colaborador Iphan                     | Comendador |
| Mário Cravo Neto                                                        |             | Fotografia                            | Comendador |
| Mário de Andrade                                                        | Sim         | Literatura                            | Grã-Cruz   |
| Mário Pedrosa                                                           | Sim         | Artes Plásticas                       | Grã-Cruz   |
| Mestre Eugênio                                                          |             | Cultura Popular                       | Comendador |
| Mestre Verequete                                                        |             | Cultura Popular                       | Comendador |
| Ministério da Cultura (Espanha)                                         |             | Instituição                           | Grã-Cruz   |
| Moacir Santos                                                           | Sim         | Música                                | Grã-Cruz   |
| Museu de Arqueologia de Xingó                                           |             | Museu                                 | Cavaleiro  |
| Paulo César Saraceni                                                    |             | Cinema                                | Comendador |
| Pompeu Christóvam de Pina                                               |             | Artes Plásticas                       | Comendador |
| Racionais MC's                                                          |             | Música                                | Cavaleiro  |
| Ray-Gude Mertin (Alemanha)                                              |             | Personalidade estrangeira             |            |
| Rodrigo Melo Franco de Andrade                                          | Sim         | Chefe SPHAN, de sua fundação até 1968 | Grã-Cruz   |
| Sábato Magaldi                                                          |             | Teatro                                | Grã-Cruz   |
| Santos Dumont                                                           | Sim         | Literatura                            | Grã-Cruz   |
| Sivuca                                                                  |             | Música                                | Comendador |
| Tânia Andrade Lima                                                      |             | Museu                                 | Comendador |
| Teodoro Freire, Boi do Seu Teodoro                                      |             | Cultura Popular                       | Comendador |
| Tomie Ohtake                                                            |             | Artes plásticas                       | Comendador |
| Vladimir Carvalho                                                       |             | Cinema                                | Comendador |

## 2005
Em 8 de novembro de 2005, foi feita a entrega das insígnias no Palácio do Planalto, em Brasília, pelo Presidente da República, Luiz Inácio Lula da Silva, e o Ministro da Cultura, Gilberto Gil. O tema da cerimônia foi Diversidade e Cidadania.
| Nome                                                                                  | Post-mortem | Área                                | Classe     |
| ------------------------------------------------------------------------------------- | ----------- | ----------------------------------- | ---------- |
| Alfredo Bosi                                                                          |             | Crítico e historiador de literatura | Comendador |
| Ana Leopoldina dos Santos, Ana das Carrancas                                          |             | escultora                           | Cavaleiro  |
| Antonio Jerônimo de Meneses Neto                                                      |             | violoncelista                       | Cavaleiro  |
| Antonio Manuel Lima Dias                                                              |             | artista multimídia                  | Grã-Cruz   |
| Augusto Boal                                                                          |             | diretor teatral                     | Grã-Cruz   |
| Augusto Carlos da Silva Teles                                                         |             | arquiteto                           | Grã-Cruz   |
| Aurino Quirino Gonçalves, Pinduca                                                     |             | cantor e compositor                 | Grã-Cruz   |
| Ballet Stagium, São Paulo                                                             |             | Instituição                         | Cavaleiro  |
| Carlos Lopes                                                                          |             | sociólogo                           | Comendador |
| Circuito Universitário de Cultura e Arte, da União Nacional dos Estudantes (CUCA/UNE) |             | Instituição                         | Cavaleiro  |
| Cleyde Becker Yáconis                                                                 |             | atriz                               | Comendador |
| Clóvis Steiger de Assis Moura                                                         | Sim         |                                     | Comendador |
| Darcy Ribeiro                                                                         | Sim         |                                     | Comendador |
| Eduardo Coutinho                                                                      |             | cineasta                            | Comendador |
| Egberto Gismonti                                                                      |             | compositor e instrumentista         | Comendador |
| Eliane Lage                                                                           |             | atriz                               | Comendador |
| Grupo Bandolins de Oeiras, Piauí                                                      |             | Instituição                         | Cavaleiro  |
| Henri Salvador                                                                        |             | músico                              | Grã-Cruz   |
| Izabel Mendes da Cunha (Vale do Jequitinhonha)                                        |             | artesã                              | Cavaleiro  |
| João Gilberto                                                                         |             | cantor e compositor                 | Grã-Cruz   |
| José Antônio de Almeida Prado                                                         |             | compositor erudito                  | Grã-Cruz   |
| José Mojica Marins, Zé do Caixão                                                      |             | cineasta                            | Comendador |
| Lino Rojas                                                                            | Sim         |                                     | Comendador |
| Manuel dos Reis Machado, Mestre Bimba                                                 | Sim         | Mestre de Capoeira                  | Grã-Cruz   |
| Maria Bethânia                                                                        |             | cantora                             | Comendador |
| Mario Augusto de Berredo Carneiro                                                     |             | diretor de fotografia               | Comendador |
| Maurice Capovilla                                                                     |             | cineasta                            | Comendador |
| Dona Militana                                                                         |             | cantora folclórica                  | Cavaleiro  |
| [Movimento Manguebeat, Pernambuco                                                     |             | Instituição                         | Cavaleiro  |
| Museu Casa do Pontal, Rio de Janeiro                                                  |             | Instituição                         | Cavaleiro  |
| Nei Lopes                                                                             |             | compositor                          | Comendador |
| Nino Fernandes (Museu Ticuna)                                                         |             |                                     | Comendador |
| Olivério Ferreira, Xangô da Mangueira                                                 |             | compositor                          | Grã-Cruz   |
| Paulo Linhares                                                                        |             | antropólogo                         | Comendador |
| Roger Avanzi, Palhaço Picolino do Circo Nerino                                        |             |                                     | Cavaleiro  |
| Ruth de Souza                                                                         |             | atriz                               | Grã-Cruz   |
| Silviano Santiago                                                                     |             | escritor                            | Comendador |
| Vicente Joaquim Ferreira Pastinha (Mestre Pastinha)                                   | Sim         |                                     | Grã-Cruz   |
| Ziraldo Alves Pinto                                                                   |             | cartunista                          | Grã-Cruz   |

## 2004
Em 9 de novembro de 2004 foi realizada a entrega das insígnias pelo Presidente da República, Luiz Inácio Lula da Silva, e pelo Ministro da Cultura, Gilberto Gil.
| Nome                                        | Post-mortem | Área                                          |
| ------------------------------------------- | ----------- | --------------------------------------------- |
| Alberto da Costa e Silva                    |             | historiador e diplomata                       |
| Angeli                                      |             | cartunista                                    |
| Arnaldo Carrilho                            |             | diplomata e intelectual                       |
| Caetano Veloso                              |             | cantor e compositor                           |
| Candombe do Açude, Minas Gerais             |             | Instituição                                   |
| Companhia Barrica, Maranhão                 |             | Instituição                                   |
| Cordão da Bola Preta, Rio de Janeiro        |             | Instituição                                   |
| Danilo Miranda                              |             | gestor cultural                               |
| Fernando Sabino                             | Sim         | escritor                                      |
| Frans Krajcberg                             |             | escultor                                      |
| Franco Fontana                              |             | produtor musical italiano                     |
| Fundação Casa Grande, Juazeiro do Norte     |             | Instituição                                   |
| Geraldo Sarno                               |             | cineasta                                      |
| Inezita Barroso                             |             | cantora e compositora                         |
| João Donato                                 |             | cantor e compositor                           |
| José Júlio Pereira Cordeiro Blanco          |             | administrador da Fundação Calouste Gulbenkian |
| Lia de Itamaracá                            |             | cirandeira                                    |
| Liz Calder                                  |             | editora                                       |
| Márcia Haydée                               |             | bailarina e coreógrafa                        |
| Mauricio de Sousa                           |             | desenhista                                    |
| Movimento Arte contra a Barbárie, São Paulo |             | Instituição                                   |
| Odete Lara                                  |             | atriz                                         |
| Olga Praguer Coelho                         |             | violonista                                    |
| Orlando Villas-Bôas                         | Sim         | indigenista                                   |
| Ozualdo Candeias                            |             | cineasta                                      |
| Paulo José                                  |             | ator e diretor                                |
| Paulo Mendes da Rocha                       |             | arquiteto                                     |
| Pelé                                        |             | esportista                                    |
| Povo Panará, Mato Grosso e Pará             |             | Instituição                                   |
| Pracatum, Salvador                          |             | Instituição                                   |
| Projeto Dança Comunidade, Rio de Janeiro    |             | Instituição                                   |
| Pulsar Cia. de Dança, Rio de Janeiro        |             | Instituição                                   |
| Rachel de Queiroz                           | Sim         | escritora                                     |
| Renato Russo                                | Sim         | compositor                                    |
| As Ceguinhas de Campina Grande              |             | irmãs e cantoras de côco                      |
| Teatro Oficina Uzyna Uzona, São Paulo       |             | Instituição                                   |
| Violeta Arraes                              |             | educadora e gestora                           |
| Vó Maria                                    |             | sambista                                      |
| Walter Firmo                                |             | fotógrafo                                     |
| Waly Salomão                                | Sim         | poeta                                         |

## 2003
Em 19 de dezembro de 2003, foi feita a entrega das insígnias no Salão Nobre do Palácio do Planalto, em Brasília, pelo presidente da República, Luiz Inácio Lula da Silva, e pelo Ministro da Cultura, Gilberto Gil. O tema da cerimônia foi a Celebração da Diversidade Cultural Brasileira.
- Afro Reggae
- Agostinho da Silva (post-mortem)
- Aloísio Magalhães (post-mortem)
- Antônio Nóbrega
- Ary Barroso (post-mortem)
- Associação de Bandas Congo da Serra
- Bené Fonteles
- Benedito Nunes
- Boi Caprichoso
- Boi Garantido
- Candido Portinari (post-mortem)
- Carmem Costa
- Casseta & Planeta
- Chico Buarque de Holanda
- Coral dos Guarani
- Dorival Caymmi
- Eduardo Bueno
- Gilberto Mendes
- Grupo Ponto de Partida e Meninos de Araçuaí
- Haroldo de Campos (post-mortem)
- Herbert Vianna
- Jongo da Serrinha
- Jorge Mautner
- Maria Judith Zuzarte Cortesão
- Luiz Costa Lima
- Mangueira do Amanhã
- Manoel de Barros
- Marília Pêra
- Mestre João Pequeno
- Milton Santos (post-mortem)
- Moacyr Scliar
- Nelson Pereira dos Santos
- Projeto Axé
- Projeto Guri
- Rita Lee
- Roberto Farias
- Rogério Sganzerla
- Rubinho do Vale
- Velha Guarda da Portela
- Zezé Di Camargo e Luciano

## 2002
- Alberto Alves da Silva (Nenê de Vila Matilde)
- Ana Maria Botafogo Marcozzi (Ana Botafogo)
- Ariclenes Martins (Lima Duarte)
- Candace Slater
- Carlos Roberto Faccina
- Centro Cultural Pró-Música (Juiz de Fora)
- Dalva Lazaroni
- Editora da Universidade de São Paulo – EDUSP
- Eduardo Baptista Vianna
- Francisca Clara Reynolds Marinho (Frances Marinho)
- Gentile Maria Marchioro Della Costa (Maria Della Costa)
- George Savalla Gomes (Carequinha)
- Guilhermo A. O’Donnell
- G.R.E.S. Camisa Verde e Branco
- G.R.E.S. Vai Vai
- Henry Isaac Sobel
- Jack Leon Terpins
- João Filgueiras Lima (Lelé)
- Jon M. Tolman
- José Domingos de Moraes (Dominguinhos)
- José Raimundo Pereira (Mestre Juca)
- Julio José Franco Neves
- Julio Landmann
- Kabengele Munanga
- Maria Lúcia Clementino Nunes (Dona Lucinha)
- Marlui Miranda
- Niède Guidon
- Dom Paulo Evaristo Arns
- Renato Borghetti (Borghettinho)
- Roberto Carlos Braga
- Roberto DaMatta
- Sergio Kobayashi
- Silvio Sergio Bonaccorsi Barbato
- Sociedade Bíblica do Brasil
- Tânia Mariza Kuchenbecker Rösing
- Vitae Apoio à Cultura, Educação e Promoção Social.[24]

## 2001
Pela primeira vez instituições representativas da cultura popular recebem esta condecoração. Para homenagear a herança da Cultura Negra no Brasil, foram escolhidas as quatro escolas de samba do Rio de Janeiro listadas.
- Arthur Moreira Lima
- Catherine Tasca
- Célia Procópio de Araújo Carvalho
- Euclides Menezes Ferreira
- Eusébia Silva de Oliveira (Dona Zica)
- Fernando Faro
- G.R.E.S. Império Serrano
- G.R.E.S. Portela
- G.R.E.S. Vila Isabel
- G.R.E.S. Mangueira
- Haroldo Costa
- Hermínio Bello de Carvalho
- Henry Philippe Reichstul
- Hildmar Diniz
- Ivo Abrahão Nesralla
- João Câmara Filho
- José Bispo Clementino dos Santos
- Luciana Stegagno Picchio
- Luís Antônio Viana
- Lygia Fagundes Telles
- Manuel Salustiano Soares
- Milton Gonçalves
- Milton Nascimento
- Paulo César Baptista de Faria (Paulinho da Viola)
- Pilar Del Castillo Vera
- Purificación Carpinteyro Calderon
- Sari Bermúdez
- Sheila Copps
- Synésio Scofano Fernandes
- Thiago de Mello
- Yvonne Lara da Costa

## 2000
- Ana Maria Machado
- Angela Gutierrez
- Argemiro Geraldo de Barros Wanderley (Dom Geraldo)
- Dalal Achcar
- Edino Krieger
- Elizabeth d'Angelo Serra
- Firmino Ferreira Sampaio Neto
- Gessiron Alves Franco (Siron Franco)
- Gianfrancesco Guarnieri
- Gilberto Passos Gil Moreira
- José Alves Antunes Filho
- Luiz Henrique da Silveira
- Luiz Sponchiato
- Maria João Espírito Santo Bustorff Silva
- Maria José Motta (Zezé Mota)
- Maria Ruth dos Santos (Ruth Escobar)
- Mário Miguel Nicola Garofalo
- Martinho José Ferreira (Martinho da Vila)
- Nelson José Pinto Freire
- Paulo Tarso Flecha de Lima
- Plínio Pacheco
- Rodrigo Pederneiras Barbosa
- Sabine Lovatelli
- Sérgio Paulo Rouanet
- Sérgio Silva do Amaral
- Thomaz Jorges Farkas
- Tizuka Yamasaki.[24]

## 1999
- Abraão Koogan
- Almir Gabriel
- Aloyzio Faria
- Ana Maria Diniz
- Angel Vianna
- Antonio Houaiss
- Beatriz Pimenta de Camargo
- Ecyla Brandão
- Enrique Iglesias
- Esther Bertoletti
- Hélio Jaguaribe
- Hermínio Bello de Carvalho
- J. Borges
- João Antunes
- Mãe Stella de Oxóssi
- Maria Cecília Geyer
- Maria Delith Balaban
- Mário Covas
- Paixão Côrtes
- Paulo Fontainha Geyer
- Romero Magalhães
- Washington Novaes.[24]

## 1998
- Abram Szajman
- Altamiro Carrilho
- Antonio Britto
- Ariano Suassuna
- Cacá Diegues
- Décio de Almeida Prado
- Franz Weissmann
- João Carlos Martins
- José Hugo Celidônio
- Lily Marinho
- Mãe Cleusa Millet
- Milú Villela
- Miguel Jorge
- Dona Neuma da Mangueira
- Otávio Frias
- Olavo Monteiro de Carvalho
- Paulo Autran
- Paulo César Ximenes
- Raul Ribeiro Leite
- Roseana Sarney
- Ruth Rocha
- Ruy Mesquita
- Sebastião Salgado
- Walter Hugo Khoury
- Zenildo Gonzaga Zoroastro de Lucena.[24]

## 1997
- Adélia Prado
- Antônio Poteiro
- Antônio Salgado
- Braguinha
- David Assayag
- Diogo Pacheco
- Dona Lenoca
- Fayga Ostrower
- Gilberto Chateaubriand
- Gilberto Ferrez
- Helena Severo
- Hilda Hilst
- Jorge da Cunha Lima
- Jorge Gerdau
- José Ermírio de Moraes
- José Safra
- Lúcio Costa
- Luís Carlos Barreto
- Mãe Olga do Alaqueto
- Marcos Vinicios Vilaça
- Maria Clara Machado
- Robert Broughton
- Ubiratan Aguiar
- Wladimir Murtinho.[24]

## 1996
- Athos Bulcão
- Bibi Ferreira
- Caribé
- Carlos Eduardo Moreira Ferreira
- Edemar Cid Ferreira
- Francisco Brennand
- Franco Montoro
- Jens Olesen
- Joel Mendes Rennó
- Max Justo Guedes
- Mestre Didi
- Nélida Piñon
- Olavo Setúbal
- Padre Vaz
- Sérgio Motta
- Walter Moreira Salles.[24]

## 1995
- Antonio Carlos Magalhães
- Celso Furtado
- Fernanda Montenegro
- Joãosinho Trinta
- Jorge Amado
- José Mindlin
- José Sarney
- Manuel Francisco do Nascimento Brito
- Nise da Silveira
- Pietro Maria Bardi
- Ricardo Gribel
- Roberto Marinho.[24]